# Sapati Umutaua
Sapati Umutaua (3 novembre 1986) è un calciatore samoano, difensore del Lupe ole Soaga.

## Carriera

### Club
Nel 2012, dopo aver militato al Kiwi, viene acquistato dal Lupe ole Soaga.

### Nazionale
Ha debuttato in Nazionale il 1º giugno 2012, in Samoa-Tahiti (1-10). Ha partecipato, con la Nazionale, alla Coppa delle nazioni oceaniane 2012. Ha collezionato in totale, con la maglia della Nazionale, tre presenze.